# 安聯球場 (維也納)
安聯球場（Allianz Stadion）是一座位於奧地利維也納的足球場，現時作為維也納迅速的主場，球場前身為2014年拆卸的加克夏立比球場（Gerhard Hanappi Stadium）。球場獲安聯集團冠名為「安聯球場」，當進行國際賽事球場則為威斯特球場（Weststadion） 。
2016年7月16日，維也納迅速主場迎戰車路士的友誼賽作為新落成球場的揭幕戰。第一場正式比賽於2016年7 月23日舉行，由維也納快速在奧地利足球聯賽的首輪比賽中主場迎戰列特體育會。